# Подорольский, Николай Александрович
Николай Александрович Подорольский (30 ноября (12 декабря) 1899, Одесса — 18 июля 1988, Москва) — советский журналист и литератор. 

## Биография
Родился в семье выпускника Новороссийского университета, помощника присяжного поверенного Иезекиила Нисоновича (Иезекииля Анисимовича) Подорольского (1862—1930), впоследствии присяжного поверенного, а после 1917 года — члена коллегии защитников, и Кейлы Кельмановны Куперман (1871—?). Родители поженились 16 августа 1896 года в Кишинёве. 
Учился в частной гимназии. После 7 класса вышел из гимназии и в 1917 году, сдав испытания экстерном, получил аттестат зрелости. В том же году поступил на юридический факультет Новороссийского (ныне Одесского) университета, но к концу 1923 года прослушал курсы и сдал установленные экзамены по двум факультетам: юридическому и экономическому. Одновременно с учёбой работал на бирже труда, матросом II категории, секретарём Губернской комиссии помощи детям, служащим Губстатбюро (руководил переписью населения в Первомайском уезде). В 1921 году работал вместе с Н. И. Харджиевым корректором в газете «Моряк», где, в частности, держал корректуру рассказа Исаака Бабеля «Король». Оба иронически описаны Константином Паустовским в повести «Чёрное море»:

В «Моряке» работали два корректора — Подбельский и Харито. Оба они были студентами Одесского университета. Подбельский был томный и картавый юноша. Он ходил преимущественно босиком и в дырявой шинели. В холодные зимние дни он носил облезлое, но всё ещё пышное дамское боа. Он любил возвышенные разговоры и считал себя знатоком литературы. Харито был грек родом с острова Митилены, где его отец до войны издавал греческую либеральную газету. Харито тоже считал себя знатоком литературы. Оба знатока презирали друг друга и обменивались язвительными замечаниями по тонким и спорным вопросам поэзии и прозы.

В 1925 году защитил дипломную работу по экономическому факультету на тему «Египет в мировом и Английском хозяйстве» и опубликовал политпросветительскую брошюру «Египет и Англия. Очерк взаимоотношений» (М., 1925), основанную на концепции общественно-политического положения в современном Египте, выработанной Ф. А. Ротштейном.
В 1926 году поступил в Москве в аспирантуру Института экономики, однако почти сразу был арестован и по постановлению Особого совещания при Коллегии ОГПУ от 18 сентября 1926 году сослан на 3 года в Вятскую губернию. Работал подённым рабочим на дорожных работах, участвовал в проведении Всесоюзной переписи населения 1926 года. Получив право на свободное проживание, Николай Подорольский в 1929 году защитил дипломную работу по юридическому факультету на тему «Специальные суды по делам несовершеннолетних на Западе и в СССР», ему была присвоена квалификация юриста. В последующие 5 лет работал в Москве экономистом, инженером-экономистом, преподавал экономику и географию. Составил сборник статей «За непрерывное производство» (М.: Московский рабочий, 1929), посвящённый проблемам введения непрерывной рабочей недели. Летом 1931 года плавал на крупнейшем советском парусном учебном судне «Товарищ», после чего дебютировал как журналист в журнале «Огонёк» очерком «На "Товарище"». В 1935 году стал членом Центрального Аэроклуба и освоил парашютное дело.
В конце 1935 года Николай Подорольский — корреспондент Института экономики Севера и разъездной корреспондент журнала «Советская Арктика». В 1936 году — корреспондент газеты «Известия», участвовал в проведении Всесоюзной переписи населения 1939 года. В 1940 году участвовал в перелёте Москва — Чукотка и обратно. Перелёт совершался на 20-местном гидросамолёте полярной авиации по трассе Москва (Речной вокзал) — Архангельск и далее вдоль побережья, продолжительность полёта в один конец составила около недели. Начиная с 1936 и до лета 1941 года в «Авиационной газете», газетах «Красный флот» и «Красная звезда», журналах «Советская Арктика» и «Наша страна» было напечатано 19 статей и очерков Подорольского о Северном морском пути и воздушных путях Севера. Он составил сборник статей и рассказов о путешествиях к Северному полюсу «На Полюс!» (М.: Молодая гвардия, 1937, совместно с Ф. А. Гариным), подготовил издание книги «Станция „Северный полюс“. Жизнь папанинцев на дрейфующей льдине» (М.: Молодая гвардия, 1938), опубликовал ряд статей об экспедиции Георгия Седова и пьесу «Седов», поставленную в Государственном центральном театре юного зрителя в августе 1939 года. Кроме того, выступил составителем сборника очерков и рассказов о лётчиках республиканской Испании «Крылья Испании» (М.: Молодая гвардия, 1938).
В 1938 году Николай Подорольский фигурировал в качестве участника «право-троцкистской организации» в деле декана Одесского университета Ш. Вишнепольского и других одесских деятелей высшего образования. 25 июня 1941 года был арестован и вскоре постановлением Особого Совещания при НКВД по статье 58-10 (антисоветская агитация) был приговорён к заключению в исправительно-трудовых лагерях сроком на 10 лет. В 1951 году из заключения был освобождён, но лишён права проживания в Москве и ряде крупных городов. В 1954 году работал в должности инженера на кирпичном заводе в Ухте. Там же опубликовал свои первые заметки об Антоне Павловиче Чехове.
В декабре 1955 года, после реабилитации за отсутствием состава преступления, вернулся в Москву. Занимался литературной и редакторской работой в «Детгизе», журналах «Работница», «Огонёк», публиковал в журнале «Народное образование» и других периодических изданиях статьи и рецензии о Э. Войнич, Ф. Вигдоровой, А. Шубине, Л. Славине и др. Изучал творчество А. П. Чехова и его брата художника Николая Чехова (в частности, обосновал принадлежность писателю текста «Программа задушевная» и анонимного фельетона с рисунками Николая Чехова «Московская езда»);  эта работа была в дальнейшем продолжена его сыном Александром Подорольским.
В марте 1978 года, спустя почти 40 лет после первого полета на Чукотку, на 79-м году жизни Н. А. Подорольский по командировке газеты «Воздушный транспорт» повторил перелёт Москва — Чукотка — Москва.

## Семья
- Единокровная сестра (от первого брака отца с Цецилией Леоновной Рисса) — юрист Фредерика Александровна Подорольская (1888—1951); её дочь — переводчик Нора Галь.
- Сын — Александр Николаевич Подорольский (род. 1938), физик, старший научный сотрудник НИИЯФ МГУ, кандидат технических наук (1972), член Чеховской комиссии Совета по истории мировой культуры при РАН, автор книги «Чехов и художники» (2013).
- Правнук — Николай Подорольский, рок-музыкант, лидер группы «Во времени».

## Публикации
- Египет и Англия. Очерк взаимоотношений. Предисл. А. Сухова. Одесса: ДВУ, 1925. — 79 с.
- На полюс! Сборник статей и рассказов о завоевании Северного полюса / Сост. Фаб. Гарин и Н. Подорольский. М.: Молодая гвардия, 1937. — 348 с.
- Крылья Испании: Очерки и рассказы о лётчиках Республиканской Испании. М.: Молодая гвардия, 1938. — 141 с.
- Седов (драма в 3-х действиях, 9 картинках с эпилогом). М.—Л.: Искусство, 1939. — 114 с.
- Суббота (Одноактная пьеса). / Н. Подорольский, М. Райхенберг. М.: Всесоюзный дом народного творчества им. Н. К. Крупской, 1940. — 12 с.